# Нёргор, Мона
Мона Нёргор (дат. Mona Nørgaard; 23 февраля 1948) — датская ориентировщица, чемпионка мира по спортивному ориентированию.
Выиграла золото на индивидуальной дистанции на домашнем чемпионате мира 1974 года,
опередив серебряную призёрку шведку Кристин Кульман почти на три минуты.
В эстафете датская женская сборная команда осталась только шестой.
На следующем чемпионате мира 1976 года Мона Нёргор была близка к пьедесталу, но заняла 4 место.
В 1977 году она родила второго ребенка и попыталась вернуться на прежний уровень к чемпионату мира 1978 года, но повторить свои лучшие результаты уже не смогла.
Работала в секретариате чемпионата мира 2006 года, который проходил у неё на родине в Дании.
Мона Нёргор до сих пор является единственной датчанкой, которой удалось выиграть чемпионат мира по спортивному ориентированию бегом.